# Dubljany (město)
Dubljany (ukrajinsky Дубляни, rusky Дубляны, polsky Dublany) jsou město ve Lvovské oblasti na Ukrajině. K roku 2021 mělo přes devět tisíc obyvatel.

## Poloha a doprava
Dubljany leží přibližně sedm kilometrů severovýchodně od středu Lvova a jsou tak dnes fakticky jeho předměstím.
Ve městě je stanice Dubljany-Lvivski na železniční trati Lvov–Kiverci, na které se jedná o první stanici z Lvova směrem do Kiverci.

## Dějiny
První zmínka o obci je z roku 1468. V letech 1174 až 1918 byla součástí habsburské Haliče V roce 1856 zde byla založena škola, z níž se později stala Zemědělská akademie v Dublanech a ještě později Lvovská národní zemědělská univerzita.
V roce 1910 byla do obce přivedena železniční trať.
Po první světové válce se Dubljany staly součástí druhé Polské republiky. Na začátku druhé světové války je nejprve obsadil Sovětský svaz a pak je v letech 1941–1943 drželo nacistické Německo. Po konci druhé světové války se staly součástí Ukrajinské sovětské socialistické republiky.
V roce 1978 získaly Dubljany status města.

### Rodáci
- Adam Werka (1917–2000), polský malíř a ilustrátor
- Wladimir Schmudski (* 1947), hráč vodního póla